# 老撾華人
老撾華人，是分布在老撾的海外華人社群，佔老撾人口2%。他們主要分布於永珍、豐沙灣、瑯勃拉邦、巴色。
老撾華人主要是廣府人、潮州人、客家人、雲南人和四川人，多數是十九世紀從華南移民到此（雲南、廣東、廣西、四川、貴州），說西南官話、潮州話、客家話、粵語和現代標準漢語。也有位於中老邊境如北部琅勃拉邦猛烏、烏得等地的漢族原住民，這些區域原屬於西雙版納（十三版納），清末被迫割讓給法屬老撾。
在1970年代至1980年代，老撾的巴特寮夺取政權。在此期间，老挝跟随越南的排华政策，迫使许多老撾華人逃往泰國和美國。
如今眾多的中國内地華人移居老撾經商，使得華人人口回升了好几倍。許多華人也參與基礎建設，其中包括曾在永珍舉行2009年東南亞運動會的場館。
老挝华人主要信仰佛教，多為漢傳佛教，少數上座部佛教。

## 經濟
老撾華人控制全國的商業，主要集中零售、維修、餐館業和酒店業。